# Gara Caracal
Gara Caracal este o stație de cale ferată ce deservește municipiul Caracal, România.
Aceasta a fost inaugurată la 1 aprilie 1887, odată cu deschiderea căii ferate Piatra Olt - Caracal - Corabia.
Totodată Gara Caracal este una din importantele stații de pe Magistrala CFR 100.

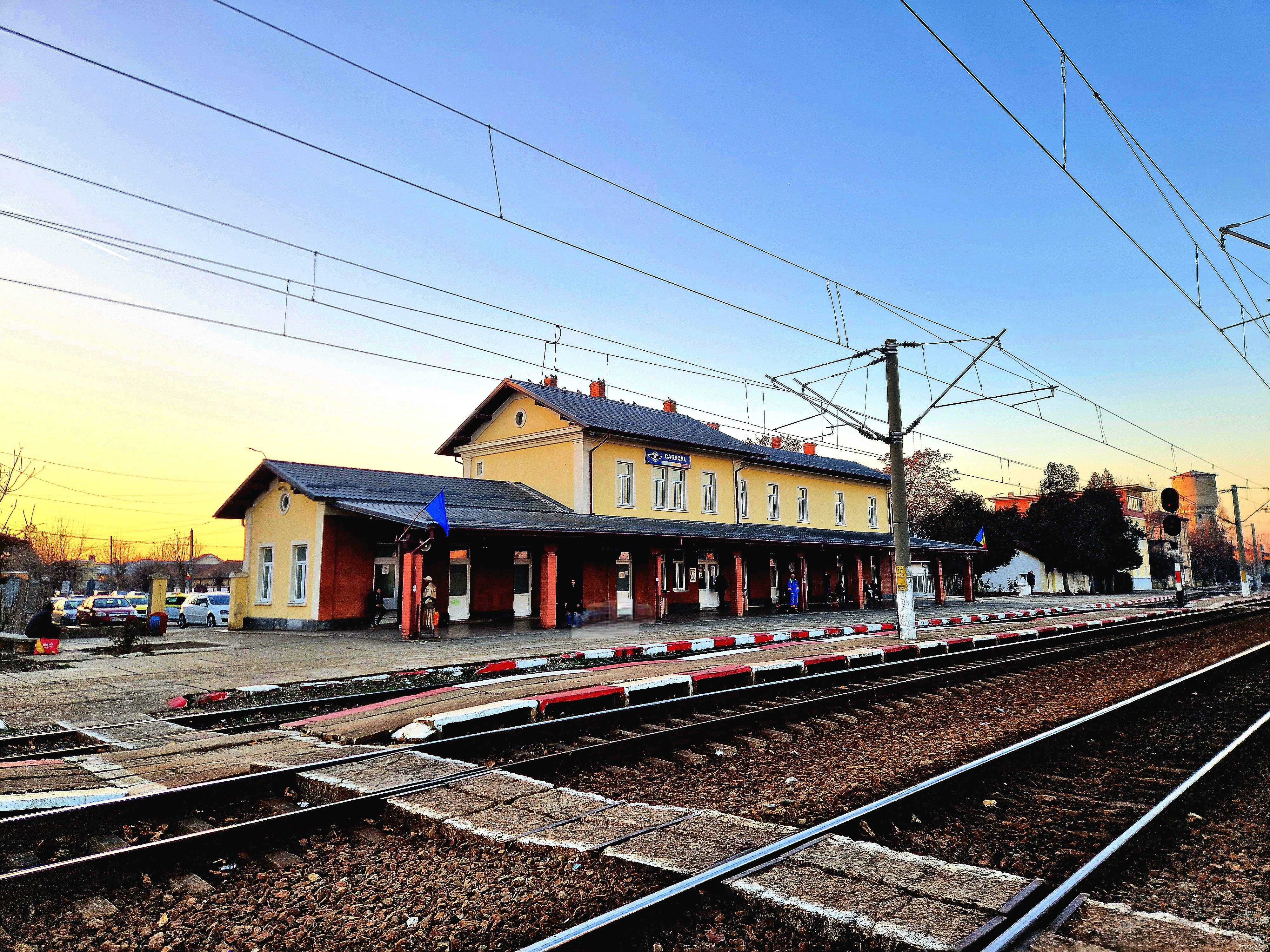
Gara Caracal - vedere generală

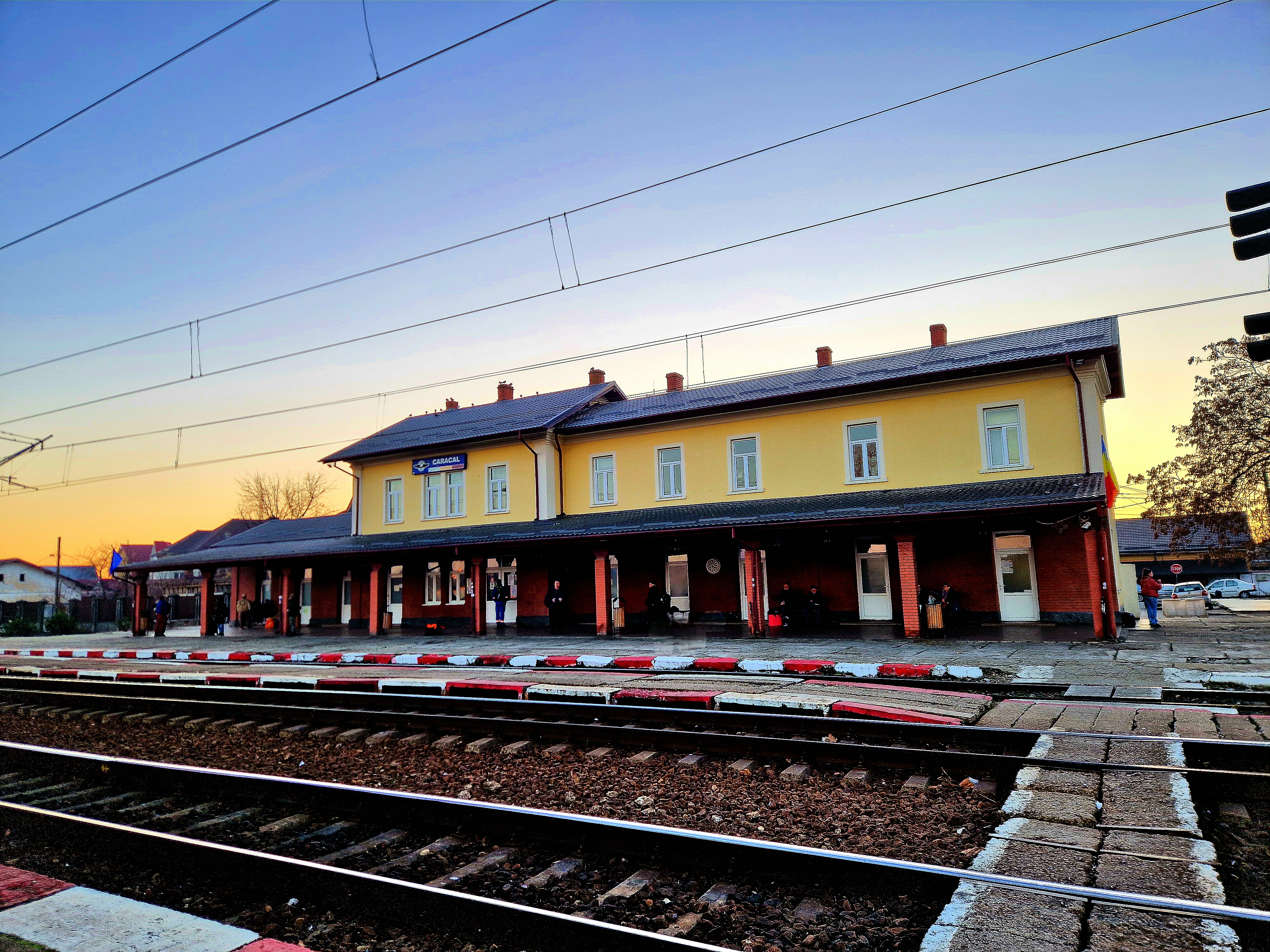
Clădirea gării

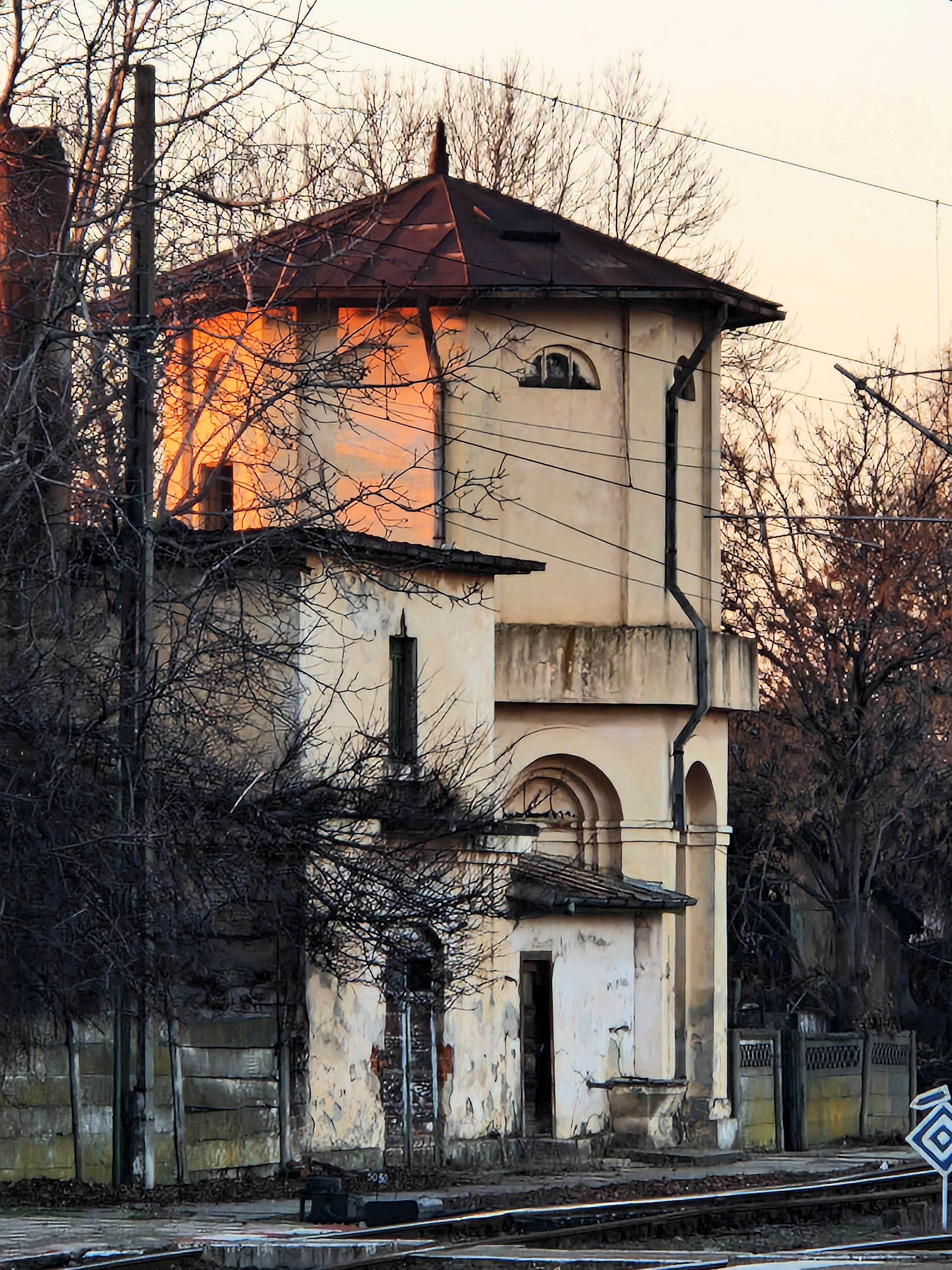
Turnul vechi de apă din Gara Caracal

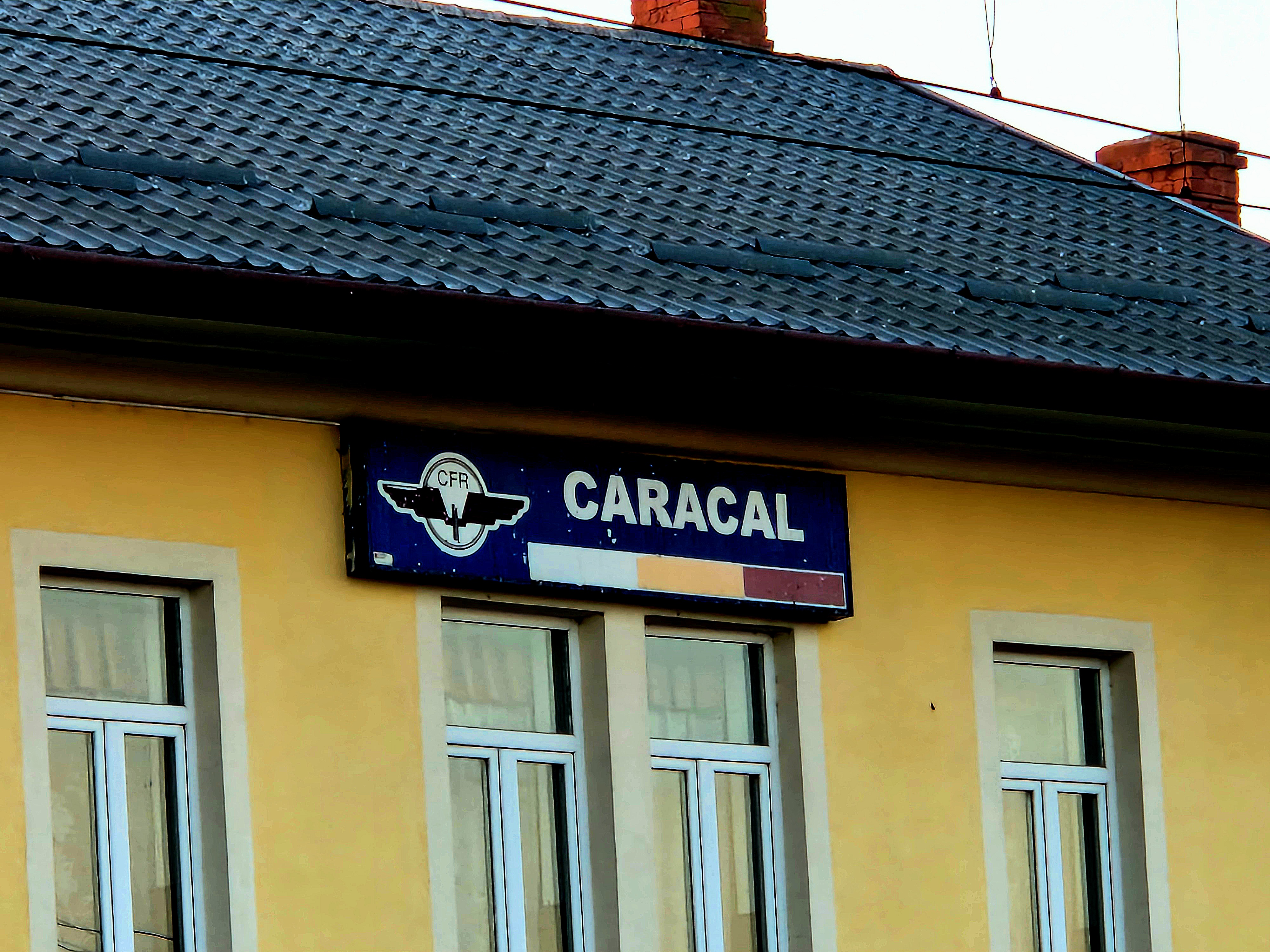
Semn Gara CFR Caracal

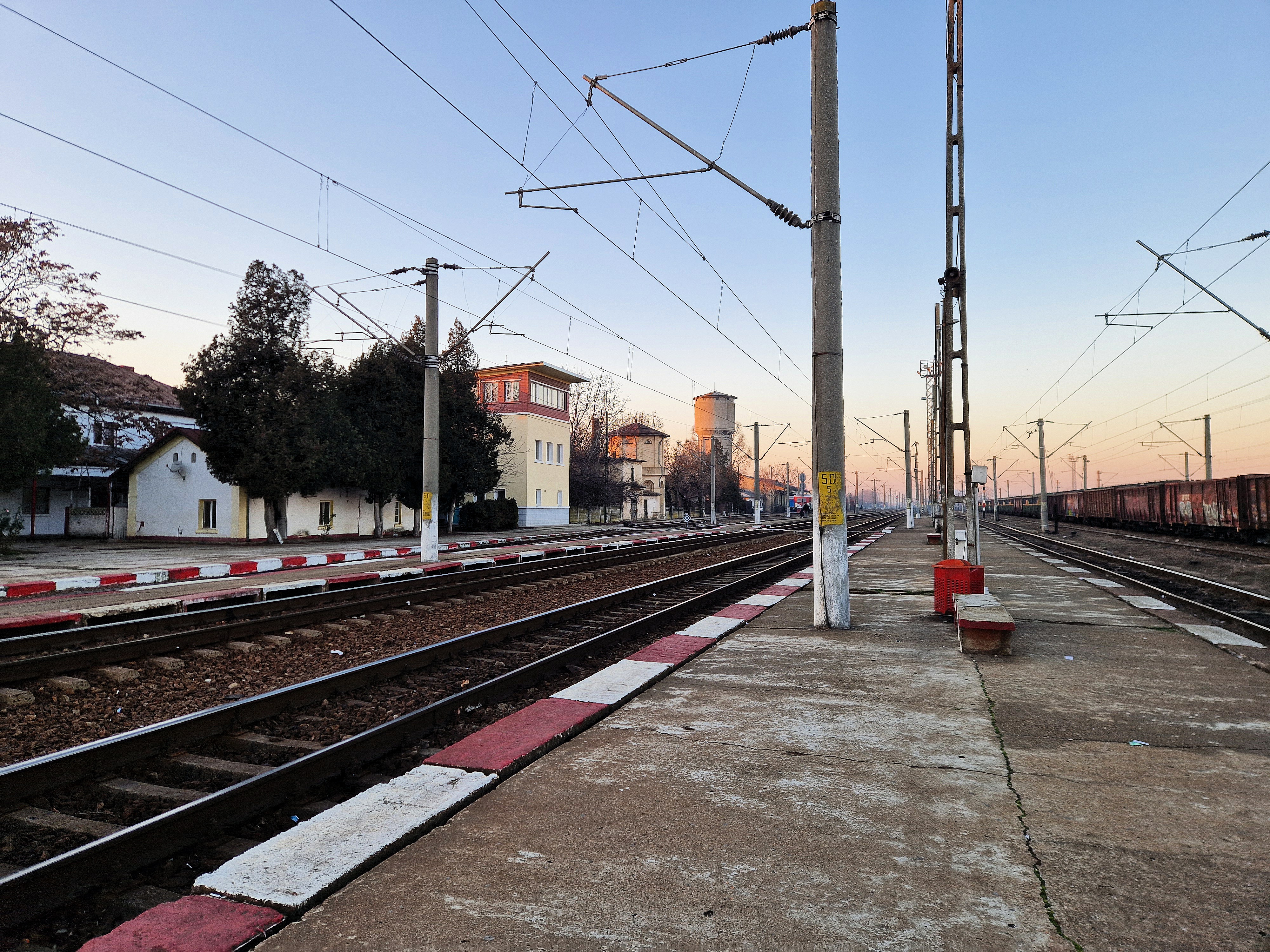
Turnul de control și cele două turnuri de apă din Gara Caracal

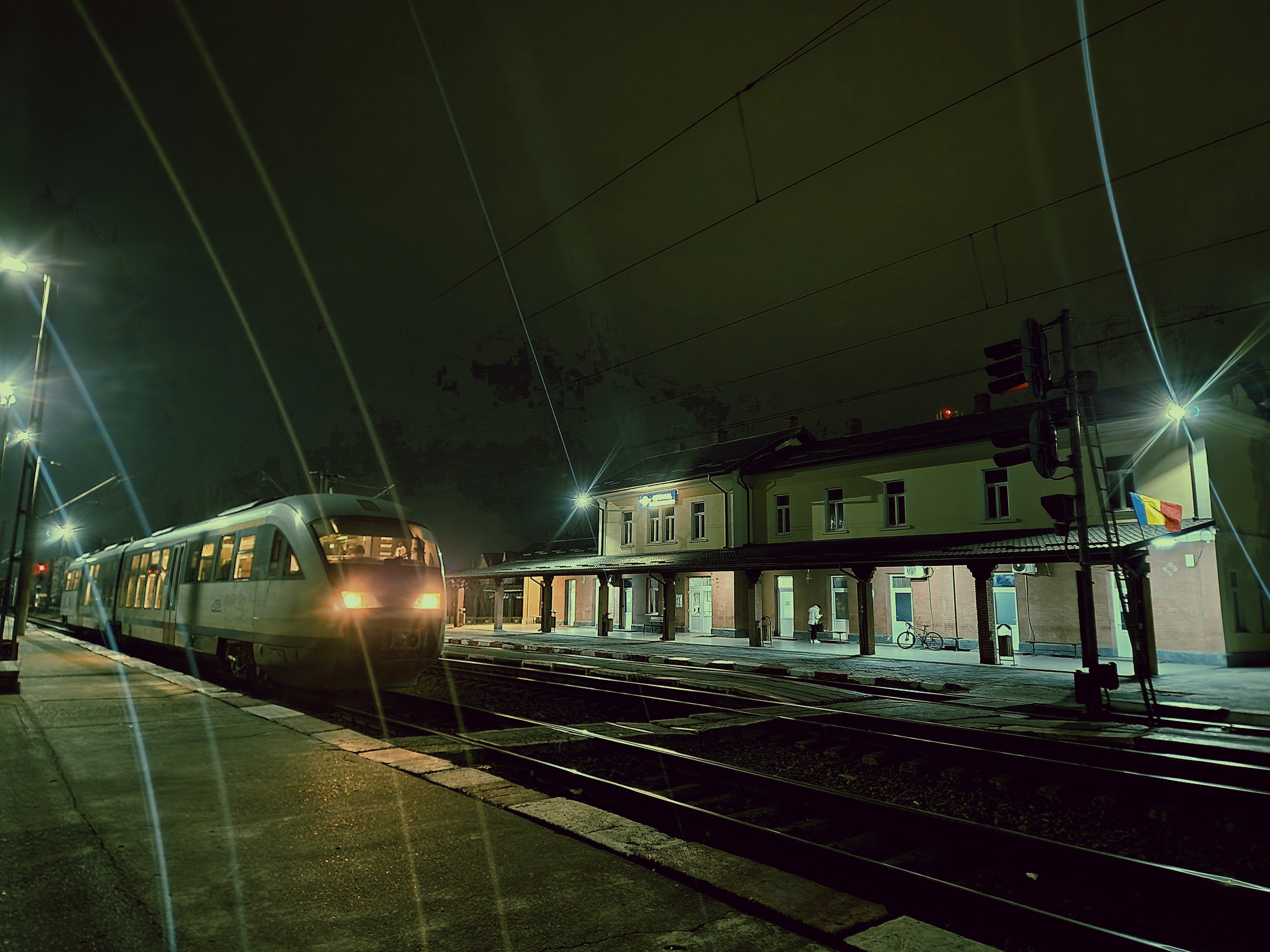
Gara Caracal - noaptea